# 阿氏纖唇魚
阿氏纖唇魚，為黑頭魚科的其中一種，為深海魚類，分布於東大西洋及東太平洋海域，棲息深度2000-3100公尺，體長可達30.8公分，棲息在中層水域，生活習性不明。

## 扩展阅读
維基物種上的相關：阿氏纖唇魚